# Orchestre des campus de Grenoble
L'Orchestre des Campus de Grenoble est un orchestre étudiant amateur fondé en 2002 par Pierre Escudier directeur de recherche au CNRS sous l'impulsion des universités Grenobloises. L'orchestre répète et joue régulièrement dans la salle Olivier-Messiaen dans l'ancien Couvent des Minimes de Grenoble. Il est composé au minimum d'une moitié d'étudiants, et accueille également des personnels universitaires, des lycéens, des élèves du Conservatoire de Grenoble et des écoles de musique de l'agglomération.

## Historique
Né en 2002 de la scission avec l'Orchestre Symphonique Universitaire de Grenoble (OSUG) dirigé par Patrick Souillot, l'Orchestre des Campus de Grenoble est un orchestre étudiant amateur de haut niveau encadré par des musiciens professionnels de la région grenobloise.
Dans un premier temps sous la baguette de Frédéric Bouaniche, l'orchestre est dirigé entre 2018 et 2023 par le chef d'orchestre Pierre-Adrien Théo. En septembre 2023, Alexandre Doisy devient le nouveau chef et directeur musical de l'ensemble.
L'orchestre s'est à plusieurs fois produit sur des scènes nationales telles la MC2 de Grenoble, le Théâtre Bonlieu d'Annecy ou encore l'Espace Malraux de Chambéry.
Soutenu par les universités grenobloises fusionné en l'Université Grenoble Alpes, l'orchestre est avec le Chœur Universitaire de Grenoble l'une des 9 associations labelisée par l'université. L'orchestre a par ailleurs été soutenu par le volet Rayonnement Social et Culturel de l’IDEX entre 2018 et 2020. En 2022, l'orchestre est soutenu en plus de l'UGA par le département de l'Isère et la ville de Grenoble.
Entre 2004 et 2012 l'association bénéficie d'un mécène, la Caisse d'Epargne des Alpes qui a permis à l'orchestre de se produire à l'échelle régionale, mécénat ayant progressivement cessé à la suite de la fusion en 2007 de la Caisse d'Épargne Rhône-Alpes-Lyon et de la Caisse d'Epargne des Alpes.
En plus de ses partenaires institutionnels, l'orchestre collabore régulièrement avec d'autres associations musicales (comme avec l'Ensemble vocal de Meylan entre 2003 et 2006, les Lions Club entre 2010 et 2016, le Chœur Universitaire de Grenoble en 2005 et 2013 ou encore avec le Chœur Arcanum en 2017) et des compagnies théâtrale mais aussi avec le Conservatoire à rayonnement régional de Grenoble.
Depuis 2010, l'orchestre noue une collaboration biannuelle avec les Musiciens du Louvre résultant tous les deux ans environ à un ou plusieurs concerts à la MC2.
L'orchestre est aussi invité à participer depuis 2015 à la Nocturne des étudiants au Musée de Grenoble,.
En plus de ces concerts classiques, l'orchestre déploie plusieurs projets annexes à la recherche de différents style. Ainsi en 2016, c'est avec le groupe de heavy métal Auspex que l'orchestre a pu travailler. L'Orchestre des Campus de Grenoble tisse un partenariat depuis 2018 avec le Student Groove Orchestra du CROUS de Grenoble avec notamment un concert en 2020 avec les artistes Blick Bassy et Dobet Gnahoré, et en 2022 avec l'artiste brésilien Joao Selva,.
En mars 2022, après deux ans de report du fait de la pandémie de Covid-19, l'Orchestre des Campus de Grenoble collabore avec le festival des Détours de Babel, le Chœur universitaire de Grenoble ainsi que des classes de collège et lycée de l'Académie de Grenoble dans un projet nommé Attractions et dirigé par le créateur de la technique du soundpainting Walter Thompson (compositeur) (en).

## Chefs d'orchestre
Depuis sa création l'orchestre a été dirigé par six chefs:
- Alexandre Doisy (2023 - )
- Pierre-Adrien Théo (2018 - 2023)
- Anne Laffilhe (2016 - 2017)
- Frédéric Bouaniche (2004 - 2016)
- David Grandis (en)[17](2003)
- Nathalie Borgel (2002)

En plus de ces chefs permanents grâce à ses collaborations avec les Musiciens du Louvre, l'orchestre a aussi été dirigé par des chefs invités:
- Pierre Dumoussaud[18],[19] (2019)
- Sébastien Rouland[20],[21] (2017)
- Thierry Muller (2014)
- Marc Minkowski[22],[23](2010, 2013)
- Jean-Sébastien Bereau[24] (2008)
- Mirella Giardelli[25] (2007)
- Jean Ferrandis (2007)

## Solistes invités
L'Orchestre des Campus de Grenoble a pu jouer avec différents solistes, instrumentistes et récitant telː
- Roger Muraro - piano (2023)
- Anaïs de Faria - soprano (2023) [26]
- Bruno Philippe[19]  - violoncelle (2019)
- François Podetti[27],[28]- comédien (2018, 2019)
- Nima Sarkechik[29]- piano (2018)
- Anne Gastinel[21] - violoncelle (2017)
- Jean Pierre Gonzalves - trompette (2010)
- Nathalie Kuntzmann[24] - contralto (2010)
- Thierry Cavagna[30] - ténor (2009)
- Emma Louis - violon (2007)
- Katia Trabé[30] - violon (2007, 2008, 2009)
- Anner Bylsma - violoncelle (2007)
- Clara Abou - violon (2003)
- Philippe Tournier - violon (2003)
- Sandra Chamoux - piano (2003, 2007)
- Alain Carré - récitant (2003)
- Christian Wolff - violoncelle (2003)
- Marie Béreau - violon (2003, 2004)
- Laure Rivierre - piano (2003)

## Administration
L'Orchestre des Campus de Grenoble est une association étudiante labélisé par l'Université Grenoble Alpes et est constitué pour moitié au minimum d'étudiant. Il est administré par un conseil d'administration étudiant qui se renouvelle tous les ans. Depuis sa création l'orchestre a été administré par six présidents différents :
- Nathan Miscopein (depuis 2025)
- Anass Messaili (2022 - 2025)
- Cléophée Robin (2020 - 2022)
- Yves Markowicz (2016 - 2020)
- Pierre Escudier (2011 - 2016)
- Claude Feuerstein (2002 - 2011)